# Oleria quadrata
Oleria quadrata är en fjärilsart som beskrevs av Richard Haensch 1903. Oleria quadrata ingår i släktet Oleria och familjen praktfjärilar. Inga underarter finns listade i Catalogue of Life.